# Персийско-османска война (1578 – 1590)
Персийско-османската война от 1578 – 1590 г. е война между Османската империя и Персия, двете най-големи сили в Близкия изток, за контрола над Кавказкия регион и Каспийско море. Военните действия са предвождани от шаховете Мохамед Ходабанда в началото, а по-късно от Абас I Велики от страна на Персия и от султан Мурад III от страна на Османската империя.
Силите на османците започват войната с цел превземане на Азербайджан и Кавказ. Войната продължава няколко години като Османската империя превзема последователно Тифлис през 1578 г., Карс и Тебриз през 1585 г. в резултат на което превръща Грузия във васал на Османската империя. Тази победа ѝ отваря пътя към Азербайджан, Кавказ и Каспийско море.
На 21 март 1590 г. е сключен мирен договор, с който Персия признава османските завоевания. Тя се задължава да прекрати шиитската пропаганда на територията на Османската империя и същевременно да спре гоненията на сунити на собствена територия.
Персийско-османската война временно измества османските интереси в друга посока. През тези години Османската империя е съюзник на Франция в Осемдесетгодишната война. Този факт е интересен от гледна точка на възникналите взаимоотношения между протестантството и исляма.

## Предистория
Границата между Османската империя и държавата на Сефевидите е установена през 1555 г. с Амасинския мир. През 1576 г. умира персийския шах Тахмасп I. Възкачилият се на престола негов син Исмаил II започва управлението си с репресии към родствениците си, като убива шестте си братя. През 1577 г. той самият е убит в резултат на заговор. Новият шах е слабият и полусляп Мохамед Ходабанда, при когото от шаха остава само титлата, а Персия фактически е разделена на части от емирите на различни племена. За една година, емирите разграбват всички богатства, които Тахмасп е натрупал в течение на 53 години. В страната започват размирици.
Среди османското ръководство възникват разногласия относно линията на поведение към империята на източните граници. Великият везир, Соколлу Мехмед паша, категорично възразява против война с Персия, тъй като разбира трудностите при снабдяването на армията в отдалечените региони и се опасява от големите разходи. Той обаче има силни врагове, които го ненавиждат и настояват за отстраняване на къзълбашката заплаха по военен път. След като е прието принципно решение за война със Сефевидите, за главнокомандващи на армията са назначени водачът на опозицията, героят от Кипърската война Лала Мустафа паша, и героят от Йеменската кампания, Коджа Синан паша. Те обаче се оказват неспособни да си сътрудничат помежду си и Коджа Синан е сменен. Лала Мустафа се приготвя да получи наградите за успехите в кампанията, очаквайки, че след победата самият той ще стане велик везир вместо Соколлу Мехмед.

## Ход на войната
Османската армия е изпратена по море в Трабзон, а после по суша в Ерзурум, като правят града своя предна база. През лятото на 1578 г. бойните действия започват. Сефевидите и зависимите от тях княжества се намират в толкова лошо състояние, че османските войски лесно преминават през цяла Грузия, завладявайки по пътя си Тифлис, а към края на лятото окупират части от Ширван. Турците са дотолкова уверени в успеха си, че на територията на Ширван е образувана нова османска провинция, начело на която е поставен Оздемироглу Осман паша. Със съдействието на татарите, той успява да потуши съпротивата на местното население и сефевидските войски, но връзките му с османските войски в Тифлис се оказват прекъснати. На Осман паша се налага да напусне столицата на провинцията, Шемаха, и да зимува с армията си в Дербент.
Оставяйки в Истанбул своя враг Коджа Синан, Лала Мустафа извършва фатална грешка. Когато през 1579 г. Соколлу Мехмед паша е убит от дервиши, неговото място е заето от втория везир, Семиз Ахмед паша, а Коджа Синан, издигащ се по служебната стълбица, става трети везир. Семиз Ахмед отзовава Лала Мустафа от фронта, и вместо него назначава за главнокомандващ Коджа Синан, а Лала Мустафа става втори везир. Мустафа все пак разчита да стане велик визир, когато Семиз Ахмед умира след няколко месеца. Коджа Синан успява да попречи на това и през август 1580 г., след като в течение на три месеца длъжността на велик везир е вакантна, тя е заета от Коджа Синан. Скоро след това умира и Лала Мустафа.
Когато през ноември 1580 г. Коджа Синан, все още главнокомандващ на армията, пристига в Ерзурум, Сефевидите молят за мир. Коджа Синан се завръща в Истанбул, считайки, че военните действия са приключили. В действителност, бойните действия в Грузия продължават, и това попречва на сключването на мирен договор.
След няколко месеца Коджа Синан е снет от длъжност, и на неговото място е назначен втория везир, Сиявуш паша. При него, Османската империя започва опитите си да окупира Кавказ за постоянно. Създадени са четири нови провинции. Тай като местните вождове са политически доста непостоянни, на турците се налага да издигнат крепости. За предна база е определен Карс, Ереван е преустроен, укрепени са и други опорни пунктове.